# ワンダーウーマン (テレビドラマ)
『ワンダーウーマン』 （Wonder Woman）は同名のアメリカン・コミックスのヒロインを主人公とした、実写版のテレビドラマ。
2017年8月25日からCS放送局衛星劇場にて、『空飛ぶ鉄腕美女ワンダーウーマン』『紅い旋風ワンダーウーマン』日本未放送エピソードを含む全60話が放送される。

## 概要

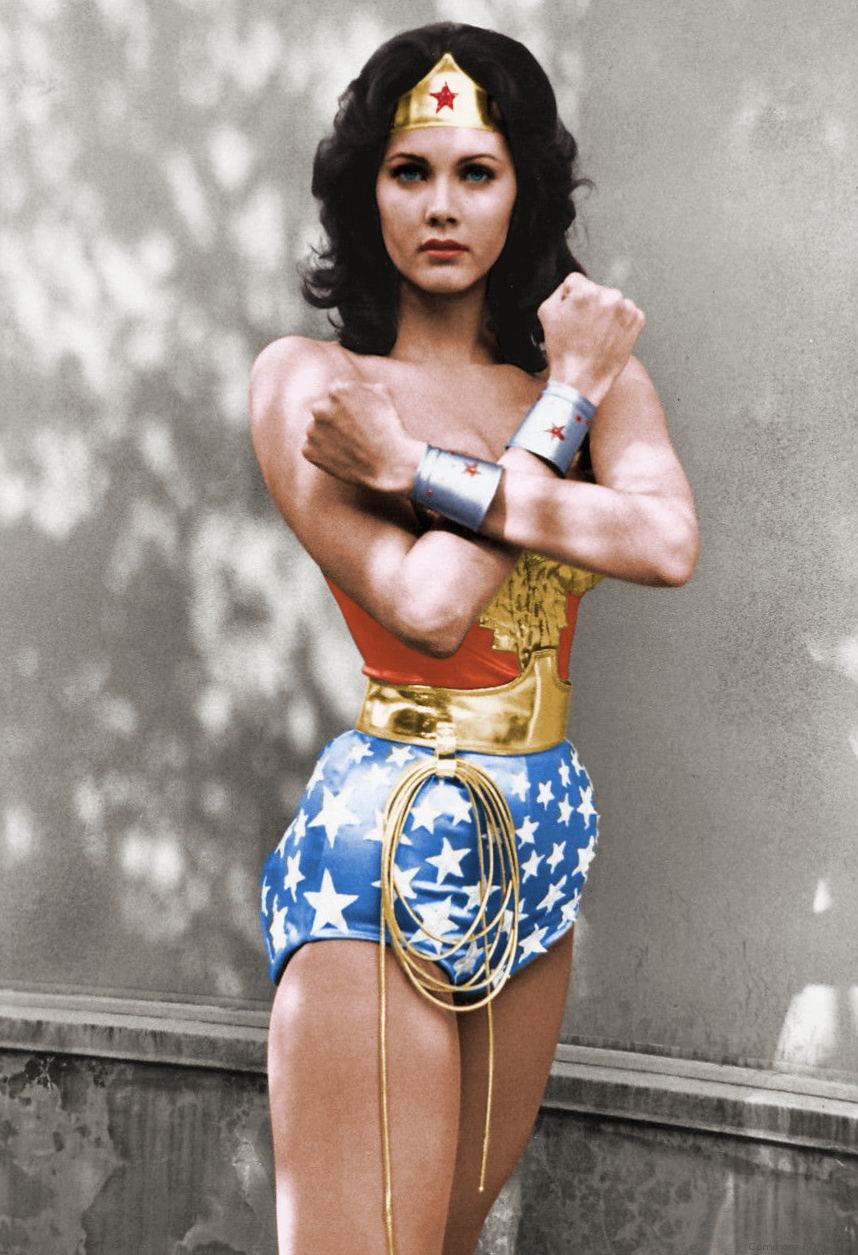
第1シーズンのスチール写真（1976）

第1シーズンが1976年から1977年までアメリカABC系で放送され、第2・第3シーズンはタイトルを『The New Adventures of Wonder Woman』と改めて、1977年から1979年までCBS系で放送された。
日本（関東地区）では、フジテレビで第1シーズンが『空飛ぶ鉄腕美女ワンダーウーマン』のタイトルで1977年から1978年まで、第2・第3シーズンが『紅い旋風ワンダーウーマン』のタイトルで1980年から1981年まで放送された。
また1991年頃にもテレビ朝日にて第2・第3シーズンが『ワンダーウーマン』として平日夕方に放送された。
ワンダーウーマンは、1941年、ウィリアム・モールトン・マーストンの原作で、DCコミックス社のアメコミのヒロインとして誕生したが、他のスーパーヒーローに比べ映像化はなかなか行われなかった。初登場は、1973年開始のスーパーマンやバットマンが共に活躍するABC放送のアニメ、『Super Friends』である。
翌1974年、ABCは当時プロ・テニス・プレーヤーだったキャシー・リー・クロスビーを主役とし、90分枠の実写版『Wonder Woman』を制作・放送（日本未放映）。設定を現代に移し、コスチュームや武器も現代風のデザインにした内容だったが、評判は今一つに終わる。
1975年、ABCは設定を原作通りとし、元ミス・ワールドアメリカ代表のリンダ・カーターを主演とした、『The New Original Wonder Woman』（『奇想天外！ 空飛ぶ鉄腕美女ワンダーウーマン』）を制作（日本では1977年6月18日、テレビ朝日系の「土曜映画劇場」で放映）。これをパイロット版とし、翌1976年から60分枠の『Wonder Woman』（『空飛ぶ鉄腕美女ワンダーウーマン』）として連続放送化がなされた。
1977年から1978年の第2シーズンでは、放送系列がABCからCBSに移り、設定が再度現代に変更され、『The New Adventures of Wonder Woman』（『紅い旋風ワンダーウーマン』）と改題して放送された。物語自体はABC版の続編となっていて、トレバー少佐役だったライル・ワゴナーが、少佐の息子を演じているが、不老長寿のダイアナは本人のままである。ダイアナが現代の情報機関のエージェントとなったために、スパイ・アクション的な色彩が濃い。1978年から1979年の第3シーズンでは、ダイアナが普段も眼鏡をかけないことが多くなり、よりファッショナブルな装いになった。内容も、SF色が強くなり、当初の設定からの変貌が目立つようになる。その結果、シリーズはこのシーズンをもって打ち切りとなった。
なお、日本では第2シーズンのエピソードの一本が、第二次大戦中ワンダーウーマンのため被害を受けた日本人が超能力を使って復讐する内容だったため、未放映になっている。
ABC版のコスチュームにくらべてCBS版のそれはより露出度が多くなっており、視聴者をアダルト方面に狙っている。CBS版は身体にフイットしたブルーのスイムスーツを着て変身するなどバリエーションが多くなっている。また、星条旗をモチーフにした長く大きなサテンマントを着ることがしばしばあるが、CBS版ではマントを纏って変身するシーンがある。

## ストーリー
第二次世界大戦中、アメリカ合衆国陸軍省情報本部の腕っこきスティーブ・トレバー少佐は、ナチス・ドイツのスパイとの空中戦の末、バミューダトライアングルにある地図にない島、パラダイス・アイランドに降下する。そこは、超人的な力を持つ不老長寿の女性だけの種族アマゾンの住む島だった。女王ヒポライトは、スティーブを故国に送り届ける役をスポーツ競技で選ぶことにするが、優勝したのは女王に内緒で出場していた娘のダイアナ王女だった。アマゾンの超人パワーは島の中だけに限られていたが、ダイアナは島の外でもそれを発揮できるゴールド･ベルトを与えられ、透明プレーン（見えない飛行機）を操縦してスティーブをアメリカに送り届ける。そこでナチのスパイとの戦いに巻き込まれたダイアナは、アメリカにとどまることを決意。彼女は情報本部所属の海軍中尉ダイアナ･プリンスとなり、普段は眼鏡をかけた野暮な姿だが、いざとなると星条旗のようなコスチューム姿（＝ワンダーウーマン）に変身し、ナチス・ドイツと戦いを繰り広げる。
時は流れ1977年、アメリカの情報機関IADC（Inter-Agency Defence Command）のエージェント、スティーブ・トレバーJr.の乗った小型ジェット機がテロリストの標的となるが、パラダイス･アイランドの誘導で無事島に着陸した。乗っていたのが、かつて行動を共にしたスティーブ・トレバーの息子であると知ったダイアナは、ジェット機を無事目的地に到着させる。IADCのエージェントとなったダイアナは、再びワンダーウーマンに変身して、世界の脅威となるさまざまな敵に挑む。スティーブは、上司アトキンソン部長が昇進するとその後任となり、ダイアナは単独で活躍する機会が増える。また、双方向で会話もできるIADCのコンピューター、アイラ（IRA：Internal Retrieval Associative computer）が活動をサポートするが、このアイラは組織で唯一ダイアナの正体を見抜いていた。

## 能力など
- 超人的な能力を持つ（怪力、ジャンプ力など）。
  - 空は飛べない。代わりに、透明プレーンを所有する（アメリカ本土からドイツまで往復したことがある）。
- フェミナムでできたベルトとブレスレットを装着している。
  - フェミナムは、パラダイス･アイランドの池の中で採取される鉱石から精製され、スーパーパワーの源となっている。
  - 両腕のブレスレットは、弾丸を弾くことができるほど硬い。
  - ベルトを取り上げられると、スーパーパワーがなくなる。
「ちびっ子カウボーイ」では、ワンダーウーマンはベルトを奪われてパワーを喪失（ブレスレットはしたまま）。「華麗なる逆転」では、次項の投げ縄を敵に逆用されたワンダーウーマンが、パワーの秘密はベルトにあると自白。
- 投げ縄を腰に装備している。
  - この投げ縄は百発百中である。
  - 縄をかけられた人物は、嘘がつけなくなる。
- ティアラ（頭部の飾り）はブーメランとして使用することができる。
  - 女王ヒポライトとの通信機能もある。
- 変身する際は、両腕を水平に大きく広げ、身体を回転させると、爆発の合成エフェクトが起きて変身する。
  - 他のコスチューム（ライダースーツ、ダイビングスーツなど）に変身する時も同様。

## キャスト
- パイロット版（『奇想天外！ 鉄腕美女ワンダーウーマン』）
  - ダイアナ・プリンス（ワンダーウーマン） ： リンダ・カーター　（声： 田島令子）
  - スティーブ・トレバー少佐 ： ライル・ワゴナー（声： 広川太一郎）
  - ブランケンシップ将軍 ： ジョン・ランドルフ
  - OPナレーター ： ポール・フリーズ
- 第1シーズン（『空飛ぶ鉄腕美女ワンダーウーマン』）
  - ダイアナ・プリンス ： リンダ・カーター　（声： 二宮さよ子）
  - スティーブ・トレバー少佐 ： ライル・ワゴナー　（声： 伊武雅之）
  - ブランケンシップ将軍 ： リチャード・イーザム　（声： 上田敏也）
  - エッタ・キャンディ（ブランケンシップ将軍の秘書） ： ベアトリス・コーレン　（声： 小宮和枝）
  - ドルシラ（ダイアナの妹／ワンダーガール） ： デブラ・ウィンガー　（声： 鵜飼るみ子）
  - 日本語版ナレーター ： みのもんた
- 第2・第3シーズン（『紅い旋風ワンダーウーマン』）
  - ダイアナ・プリンス ： リンダ・カーター　（声： 由美かおる）
  - スティーブ・トレバーJr. ： ライル・ワゴナー（声：佐々木功）
  - ジョー・アトキンソン ： ノーマン・バートン（声： 村越伊知郎）
  - イブ（トレバー部長の秘書） ： ソンドラ・シャープ　（声： 有馬瑞子）
  - アイラ（コンピューター）の声 ： トム・クラトクジル　（声： 宮村義人→勝田直樹）

## 主題歌
- "Wonder Woman" ： ノーマン・ギンベル作詞／チャールズ・フォックス作曲
- 『愛の冒険者』 ： 由美かおる 唄／竜真知子 作詞／佐藤健 作曲／井上鑑 編曲。―日本版第2・第3シーズンのオープニングで流された。

## 映像ソフト
日本版DVDは、ワーナー・ブラザース・ホームエンターテイメントより
- 第1シーズン『空飛ぶ鉄腕美女ワンダーウーマン』が、2017年8月23日に発売[8]。片面2層3枚組で、パイロット版と13話の計14話収録。音声は英語、日本語。字幕は日本語、英語。
- 第2シーズン『紅い旋風ワンダーウーマン』は、2017年11月22日に『紅い旋風ワンダーウーマン[前編]』と題して発売。片面2層5枚組。地上波テレビ未放映エピソードも含め全22話収録。音声は英語、日本語（未放映2話は字幕のみで吹き替え音声はなし）。字幕は日本語、英語。
- 第3シーズンは『紅い旋風ワンダーウーマン[後編]』と題して2018年3月21日に発売。片面2層6枚組。全24話収録。音声は英語、日本語。字幕は日本語、英語。日本で地上波放映の際、主題歌のひとつとして使われた、由美かおるの『愛の冒険者』をシングルCD化したものが付属する。

またGoogle Play・Amazonビデオ・ひかりTV・TSUTAYA TV等でデジタル配信予定。